# Tricerro
Tricerro (Trisser in Piedmontese) là một đô thị ở tỉnh Vercelli trong vùng Piedmont thuộc Ý, có cự ly khoảng 50 km về phía đông bắc của Torino và khoảng 11 km về phía tây nam của Vercelli. Tại thời điểm ngày 31 tháng 12 năm 2004, đô thị này có dân số 627 người và diện tích là 12,2 km².
Tricerro giáp các đô thị: Costanzana, Desana, Ronsecco, và Trino.